# Tropidurus catalanensis
Espèce
Tropidurus catalanensis est une espèce de sauriens de la famille des Tropiduridae.

## Répartition
Cette espèce est endémique du Nord de l'Uruguay.

## Publication originale
- Gudynas & Skuk, 1983 : A new species of the iguanid lizard genus Tropidurus from temperate South America (Lacertilia: Iguanidae). Centro Educativo Don Orione Contribuciones En Biologia, vol. 10, p. 1–10.